# Étienne Chicot
Pour les articles homonymes, voir Étienne et Chicot.
Étienne Chicot, né le 5 mai 1949 à Fécamp (Seine-Inférieure), et mort le 7 août 2018 dans le 3e arrondissement de Paris, est un acteur de cinéma et de théâtre, ainsi qu'un compositeur, scénariste et chanteur français.

## Biographie

### Enfance
Étienne Chicot naît le 5 mai 1949 à Fécamp mais passe son enfance au Cameroun puis en Côte d'Ivoire, suivant les affectations de son père, inspecteur de l’enseignement primaire pour les Nations unies. À vingt ans, il débarque à Paris pour suivre les cours de l’École hôtelière. Il en profite pour suivre en parallèle un enseignement théâtral au cours Simon. Ainsi entame-t-il une carrière d'abord théâtrale sur la scène du Théâtre national populaire, puis cinématographique avec Ras le bol de Michel Huisman.

### Carrière
Mais c'est son rôle marquant dans On n'est pas sérieux quand on a 17 ans d’Adam Pianko qui lui permet d'accélérer sa carrière. Après un petit rôle dans Monsieur Klein de Joseph Losey, il joue dans le road movie déjanté d'Alain Cavalier, Le Plein de super (1976). Pour ce film, il compose la musique et coécrit le scénario avec le réalisateur et une bande de copains comédiens (Patrick Bouchitey, Bernard Crombey et Xavier Saint-Macary)[réf. souhaitée].
En 1974, il interprète le rôle de Dédé dans Gomina, l'opéra-rock de François Wertheimer - en partie composé par Jacques Mercier et William Sheller (Anniversaire Boogie) - avec Clarisse Weber, Gérard Chambre, Jacques Villeret et Yvonne Mestre[réf. souhaitée]. Ce rôle lui sert de tremplin pour jouer en 1979 dans l'opéra-rock Starmania de Michel Berger et Luc Plamondon. C'est le succès, avec son interprétation du milliardaire Zéro Janvier qui se lance dans la politique en devenant candidat à la « présidence de l’Occident », avec notamment le titre Le Blues du businessman, interprété au départ par Claude Dubois en 1978.
Il joue en 1979 dans La Guerre des polices, en 1981 en guitariste velléitaire d'Hôtel des Amériques, en animateur radio dans Fréquence meurtre. Après 36 Fillette de Catherine Breillat en 1988, il obtient en 1991 un rôle de médecin pris dans la tourmente du début de la guerre d’Algérie dans Le Vent de la Toussaint, et celui d'un coopérant dans Après la pluie. En 1989, Étienne Chicot est récompensé par un Molière pour Une absence de Loleh Bellon.
Après avoir abordé la télévision à la fin des années 1970 avec la série Médecins de nuit, les années 1990 sont consacrées au petit écran. Dès le début des années 2000, c'est le retour au cinéma avec, notamment, Les Portes de la gloire, Gomez et Tavarès, Palais royal ! et Da Vinci Code.

### Mort
Étienne Chicot meurt le 7 août 2018 à Paris dans le 3e arrondissement à l'âge de 69 ans,. Il est incinéré au crématorium du Père-Lachaise le 14 août.

## Filmographie

### Comme acteur

#### Cinéma

##### Années 1970
- 1973 : Ras le bol de Michel Huisman : Weber
- 1974 : On n'est pas sérieux quand on a 17 ans d'Adam Pianko : Lars
- 1975 : L'Agression de Gérard Pirès : un motard
- 1976 : Le Bon et les Méchants de Claude Lelouch : un lieutenant
- 1976 : Le Plein de super d'Alain Cavalier : Charles
- 1976 : Monsieur Klein de Joseph Losey : un policier
- 1977 : La Fille d'Amérique de David Newman : Bernard
- 1977 : Ne me touchez pas... de Richard Guillon : un homme au casting
- 1977 : Dernière sortie avant Roissy de Bernard Paul
- 1978 : La Barricade du point du jour de René Richon : Rigault
- 1978 : Le Dernier Amant romantique de Just Jaeckin : le maquereau / Le numéro 9
- 1978 : La Tortue sur le dos de Luc Béraud : Jean-Louis
- 1979 : Je te tiens, tu me tiens par la barbichette de Jean Yanne : le chanteur La flicaille
- 1979 : Le Point douloureux de Marc Bourgeois : l'homme essuie-glace
- 1979 : La Guerre des polices de Robin Davis : Larue

##### Années 1980
- 1980 : Girls de Just Jaeckin : l'animateur / MC à la compétition de danse
- 1980 : Un mauvais fils de Claude Sautet : Serge
- 1981 : Asphalte de Denis Amar : Caron
- 1981 : Une Sale Affaire d'Alain Bonnot : Florian
- 1981 : Le Choix des armes d'Alain Corneau : Roland Davout
- 1981 : Pour la peau d'un flic d'Alain Delon : le second ricaneur
- 1981 : Hôtel des Amériques d'André Téchiné : Bernard
- 1982 : Le Bourgeois gentilhomme de Roger Coggio : le maître de musique
- 1982 : Le Choc de Robin Davis : Michel
- 1983 : Mortelle Randonnée de Claude Miller : Lerner
- 1985 : Osa d'Oleg Egorov : Allan
- 1985 : Subway de Luc Besson : scènes supprimées
- 1986 : Mort un dimanche de pluie de Joël Santoni : Christian
- 1986 : Désordre d'Olivier Assayas : Albertini
- 1986 : Kamikaze de Didier Grousset : Samrat
- 1987 : Duo solo de Jean-Pierre Delattre
- 1987 : Les Nouveaux Tricheurs de Michael Schock : le metteur en scène
- 1988 : 36 Fillette de Catherine Breillat: Maurice
- 1988 : Fréquence meurtre d'Élisabeth Rappeneau : Roger
- 1989 : Après la pluie de Camille de Casabianca  : Bertrand Cohen
- 1989 : L'Orchestre rouge de Jacques Rouffio : Grossvogel

##### Années 1990
- 1990 : Dancing Machine de Gilles Béhat : le commissaire divisionnaire Le Guellec
- 1991 : Le Vent de la Toussaint de Gilles Béhat : le docteur Marc Helluin
- 1991 : La Tentation de Vénus d'István Szabó : Toushkau
- 1992 : La Nuit de l'océan d'Antoine Perset : Alain
- 1994 : Dieu que les femmes sont amoureuses de Magali Clément : Arthur
- 1998 : Innocent de Costa Natsis : chauffeur de taxi
- 1999 : Furia d'Alexandre Aja : quincailler

##### Années 2000
- 2001 : Les Portes de la gloire de Christian Merret-Palmair : Patrick Sergent
- 2002 : Entre Chiens et loups d'Alexandre Arcady : Carreras
- 2003 : Gomez et Tavarès de Gilles Paquet-Brenner : le commissaire Cagnotti
- 2003 : À la petite semaine de Sam Karmann : Marcel
- 2003 : Inquiétudes de Gilles Bourdos : l'oncle de Bruno
- 2005 : Écoute le temps d'Alanté Kavaïté : Monsieur Bourmel
- 2005 : L'Empire des loups de Chris Nahon : Amien
- 2005 : Palais Royal ! de Valérie Lemercier : le photographe
- 2005 : Imposture de Patrick Bouchitey : Ledoyen
- 2006 : Da Vinci Code de Ron Howard : lieutenant Collet
- 2006 : La Fille coupée en deux de Claude Chabrol : Denis Deneige
- 2008 : La différence c'est que c'est pas pareil de Pascal Laëthier : Christian
- 2008  : Transsibérien de Brad Anderson
- 2008  : Hold-up à l'italienne de Claude-Michel Rome : le commissaire Koenig
- 2009 : À l'aventure de Jean-Claude Brisseau : l'homme du banc

##### Années 2010
- 2010 : Comme les cinq doigts de la main d'Alexandre Arcady : Paul Angeli
- 2011 : Low Cost de Maurice Barthélemy : Monsieur Paul
- 2011 : Case départ de Lionel Steketee, Fabrice Eboué et Thomas N'Gijol: M. Jourdain
- 2011 : Les Lyonnais d'Olivier Marchal : le Grec
- 2012 : Un plan parfait de Pascal Chaumeil : Edmond
- 2014 : Le Crocodile du Botswanga de Lionel Steketee et Fabrice Eboué : Jacques Taucard
- 2014 : Supercondriaque de Dany Boon : le médecin
- 2014 : On a marché sur Bangkok d'Olivier Baroux : Wanit Thu
- 2016 : Hibou de Ramzy Bedia : le patron de l'animalerie
- 2017 : Un sac de billes de Christian Duguay : un curé
- 2017 : O Matador de Marcelo Galvão : M. Blanchard

#### Télévision
- 1977 : Au théâtre ce soir : Football de Pol Quentin et Georges Bellak, mise en scène Michel Fagadau, réalisation Pierre Sabbagh, Théâtre Marigny
- 1978 : Madame le juge (1 épisode)
- 1978 : Médecins de nuit (6 épisodes)
- 1979 : Pierrot mon ami  : Paradis
- 1983 : Quelques hommes de bonne volonté  (mini-série TV) réal. François Villiers  : Laulerque
- 1984 : La Mèche en bataille : Louis
- 1986 : Danger passion  : Paco
- 1986 : L'Été 36 d'Yves Robert : Polo
- 1988 : clip vidéo de la chanson Évidemment de France Gall
- 1990 : Six Crimes sans assassins : Charasse
- 1992 : Marie-Galante
- 1993 : La fièvre monte à El Pao  : Gual
- 1994 : Éclats de famille : Paul
- 1994 : L'Eté de Zora : Marc
- 1994 : Marie s'en va-t-en guerre : Léon
- 1994 : Chien et chat (1 épisode)
- 1995 : Maigret (1 épisode)
- 1996 : Le Secret de Julia  : Jean
- 1997 : Un Homme : Germain
- 1998 : Une semaine au salon : Gilbert
- 2000 : Le P'tit bleu : Lucien Lourmel
- 2000 : Les Cordier, juge et flic (1 épisode)
- 2003 : Navarro (1 épisode)
- 2003 : Commissaire Moulin (1 épisode)
- 2004 : Commissaire Valence (1 épisode)
- 2004 : La Crim' (1 épisode)
- 2004 : Louis la Brocante : Martin Blanchar (Louis et la ferme des Blanchar)
- 2005 : Trois jours en juin  : Pierre Haudrusse
- 2007 : Ma fille est innocente : Maître Legrand
- 2008 : Hold-up à l'italienne : Koening
- 2009 : Nicolas Le Floch (série)
- 2009 : Marie-Octobre : Lucien
- 2009 : Ticket gagnant : Guy
- 2010 : Coup de chaleur : Alain
- 2010 : Le Troisième Jour : Richaud
- 2012 : Lili David : Alfred Bert
- 2012 : Code Lyoko Évolution : le père de Laura
- 2014 - 2016 : Chefs (série) : Walter
- 2014 : La Douce empoisonneuse
- 2015 : La Petite Histoire de France
- 2018 : Black Earth Rising (série télévisée BBC)

### Comme compositeur
- 1976 : Le Plein de super d'Alain Cavalier
- 1979 : On efface tout de Pascal Vidal
- 1992 : Chien et Chat (série télévisée)
- 1996 : La Nouvelle Tribu de Roger Vadim (série télévisée)

### Comme scénariste
- 1976 : Le Plein de super

## Théâtre
- 1988 : Une absence de Loleh Bellon, mise en scène Maurice Bénichou, Théâtre des Bouffes-Parisiens
- 1992 : Ruy Blas de Victor Hugo, mise en scène Georges Wilson, Théâtre des Bouffes du Nord
- 1995 : Noces de Sable de Didier van Cauwelaert, mise en scène Michel Fagadau, Studio des Champs-Élysées
- 2009 : Le facteur sonne toujours deux fois de James M. Cain, mise en scène Daniel Colas, Théâtre des Mathurins

## Chanson
- 1978 :  Étienne Chicot, 33 tours Polydor
  - A1 Lettre A Mon Frère (3'21)
  - A2 Vieux (3'38)
  - A3 Ma Frangine Et Ma Copine (2'29)
  - A4 Le Matin Quand Je Me Réveille, Je Suis Aussi Fatigué Que La Veille (3'29)
  - B1 Phare De Fecamp (5'06)
  - B2 Montreuil Sous Bois (3'23)
  - B3 Lucie-Maguy (3'18)
  - B4 Mon Papa Doux (3'20)
- 1979: Il incarne le rôle de Zéro Janvier sur scène dans l'opéra rock "starmania" de Michel Berger et Luc Plamondon.
- 1981 :  L'Abidjanaise, 33 tours Polydor
  - A1 L'abidjanaise (1'05)
  - A2 Ma Maladie Est Tropicale (3'10)
  - A3 92 (4'08)
  - A4 J'suis Qu'un Ovni Dans Mon Pays (3'25)
  - A5 En Côte D'Ivoire Vas-y Voir (3'10)
  - B1 Tant Pis, Tant Mieux (4'00)
  - B2 Tant Pis, Tant Mieux (Suite) (0'40)
  - B3 Crayon De Couleurs (3'47)
  - B4 Paris Sauve Qui Peut (3'27)
  - B5 Le Français Est Une Langue Qui Résonne (4'17)

## Doublage

### Cinéma

#### Films
- 1999 : Jeanne d'Arc : La Hire (Richard Ridings)

## Distinctions

### Récompense
- Molières 1989 : Molière du meilleur comédien dans un second rôle pour Une absence